# Cordulecerus unicus
Cordulecerus unicus là một loài côn trùng trong họ Ascalaphidae thuộc bộ Neuroptera. Loài này được Walker miêu tả năm 1860.